# Tập đóng
Trong hình học và tô pô, tập đóng hay tập hợp đóng (tiếng Anh: closed set) được định nghĩa là tập hợp có phần bù trong không gian tôpô là tập mở. Tuy nhiên, ta có thể định nghĩa tập đóng thông qua điểm tụ, hay nếu trong không gian metric đầy đủ thì một tập là đóng nếu như tập đó vẫn đóng thông qua phép lấy giới hạn.

## Các định nghĩa
Định nghĩa thường gặp nhất là một tập {\displaystyle A} trong không gian topo {\displaystyle (X,\tau )} được gọi là tập đóng nếu và chỉ nếu phần bù của nó là {\displaystyle X\setminus A} là tập mở trong {\displaystyle (X,\tau )}, hay {\displaystyle X\setminus A\in \tau }. Điều này tương đương với việc tập là tập đóng trong {\displaystyle X} khi và chỉ khi nó bằng chính bao đóng của nó trong {\displaystyle X}. Điều này cho chúng ta thêm hai cách định nghĩa nữa là, (1) một tập là đóng khi và chỉ khi nó chứa mọi điểm tụ của nó và (2) một tập là đóng khi và chỉ khi nó chứa mọi điểm biên của nó.
Một đặc trưng khác của tập đóng là các dãy số và lưới trong nó. Một tập con {\displaystyle A} trong không gian topo {\displaystyle (X,\tau )} là đóng nếu và chỉ nếu giới hạn của mọi lưới phần tử trong {\displaystyle A} vẫn nằm trong {\displaystyle A}. Trong không gian đếm được bậc nhất (ví dụ là không gian metric), ta chỉ cần xét các dãy hội tụ thay vì các lưới phần tử. 

## Tính chất
- Hợp một họ số hữu hạn tập hợp đóng là một tập hợp đóng.
- Giao một họ số bất kì tập hợp đóng là một tập hợp đóng
- Mặc nhiên trong không gian topo {\displaystyle (X,\tau )}, tập rỗng và chính {\displaystyle X} đều là tập đóng.